# Rimbach-près-Guebwiller
Rimbach-près-Guebwiller är en kommun i departementet Haut-Rhin i regionen Grand Est (tidigare regionen Alsace) i nordöstra Frankrike. Kommunen ligger i kantonen Guebwiller som tillhör arrondissementet Guebwiller. År 2022 hade Rimbach-près-Guebwiller 211 invånare.

## Befolkningsutveckling
Antalet invånare i kommunen Rimbach-près-Guebwiller
| Referens: INSEE |